# مابل كيز بابكوك
مابل كيز بابكوك (بالإنجليزية: Mabel Keyes Babcock) هي مهندسة المناظر الطبيعية أمريكية، ولدت في 1862، وتوفيت في 1931.